# Języki batackie
Języki batackie – grupa siedmiu spokrewnionych języków austronezyjskich używanych przez Bataków na Sumatrze. Dzielą się na trzy grupy:
- Północne: dairi, karo, alas-kluet
- Simalungun
- Południowe: angkola, toba, mandailing

Języki z grup północnej i południowej nie są wzajemnie zrozumiałe. W starszej literaturze języki batackie opisywano jako dialekty jednego języka batackiego, aczkolwiek różnice między nimi (w zakresie słownictwa i fonologii) są na tyle poważne, że powinny być rozpatrywane jako odrębne języki. Taka też praktyka funkcjonuje w nowszym piśmiennictwie lingwistycznym. W wąskim znaczeniu nazwa „batak” odnosi się wyłącznie do batak toba.
Języki batackie zostały powiązane z językami wysp u zachodniego wybrzeża Sumatry (simeulue, sikule, nias, mentawai i enggano) oraz językiem gayo, przy czym nie jest jasne, czy wszystkie te języki tworzą spójną grupę genetyczną.
Historycznie zapisywane były pismem batackim. Dziś stosuje się przede wszystkim alfabet łaciński.